# NGC 680
NGC 680 je eliptická galaxie v souhvězdí Berana. Její zdánlivá jasnost je 11,9m a úhlová velikost 1,8′ × 1,6′. Je vzdálená 136 milionů světelných let, průměr má 70 000 světelných let. Pravděbodobně tvoří gravitačně vázaný pár s galaxií NGC 678. Je členem skupiny galaxií LGG 34, jejímž nejjasnějším členem je NGC 691. Galaxii objevil 15. září 1784 William Herschel.